# Битківчик (водоспад)
Биткі́вчик  — водоспад в Українських Карпатах, на річці Битківчик (ліва притока Бистриці Надвірнянської). Розташований у Надвірнянському районі Івано-Франківської області, на захід від смт Битків. 
Висота водоспаду 2 м, кількість каскадів — 1. Утворився в місці, де водний потік перетинає пласт карпатського флішу, розташованого перпендикулярно до течії річки під кутом 45°. 
Водоспад легкодоступний, але маловідомий.

## Світлини та відео водоспаду

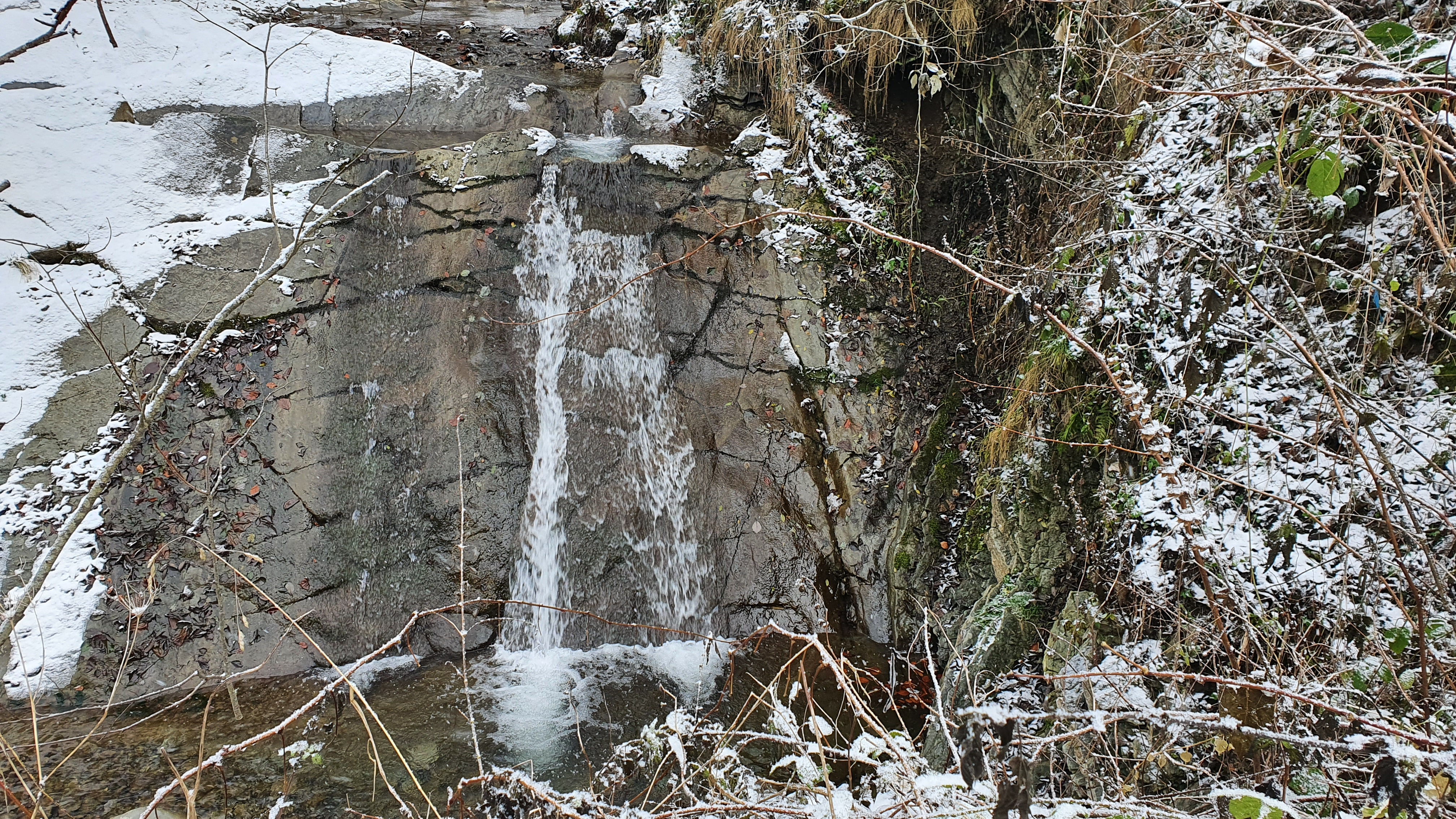
Водоспад спереду
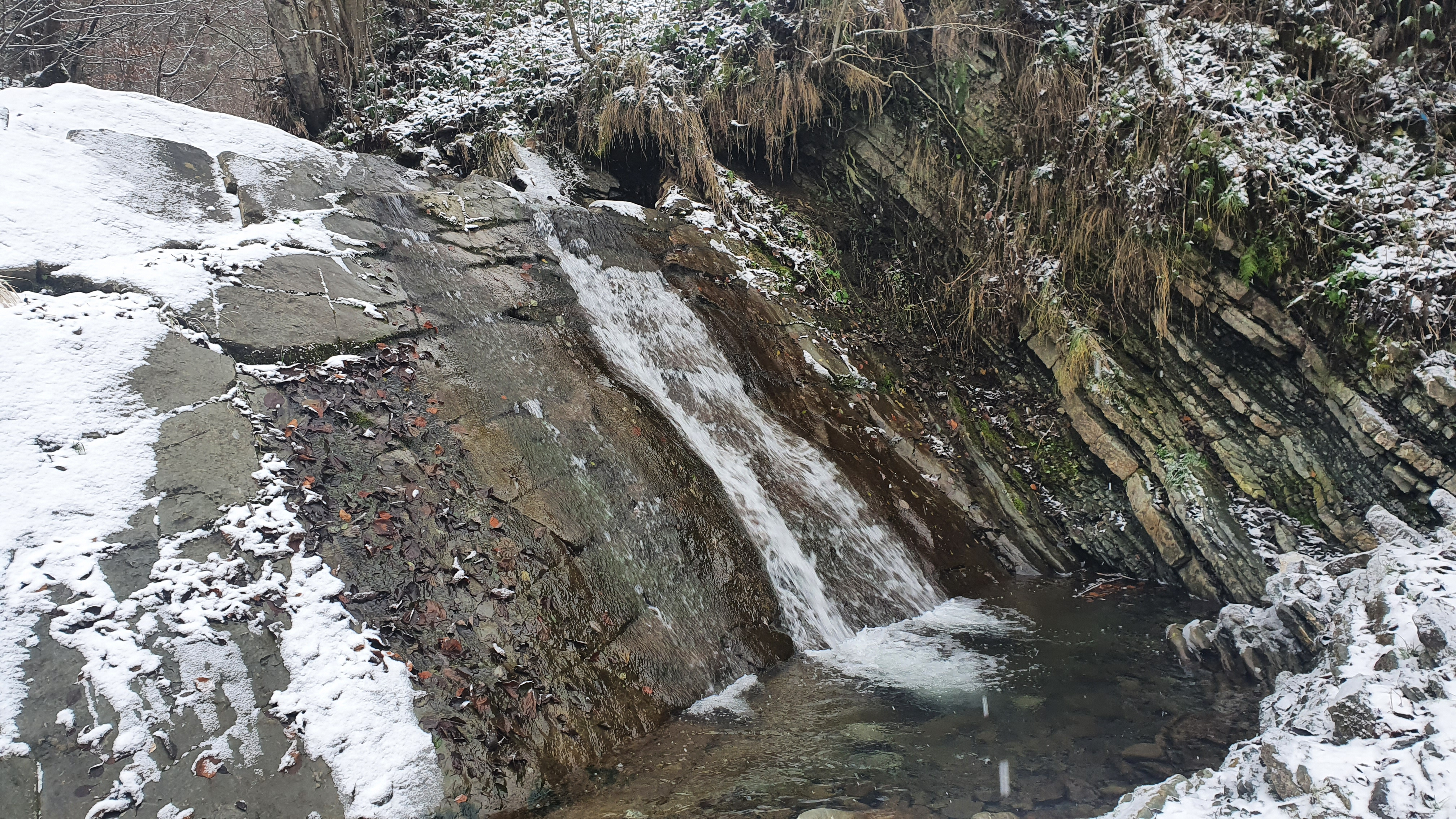
Водоспад збоку
- Відео водоспаду